# Associação Desportiva São Benedito
Associação Desportiva São Benedito é um time de futebol da cidade de São Benedito, no estado do Ceará. Foi fundado em 20 de janeiro de 2005, e foi campeão do Campeonato Cearense Série C em 2005 e campeão do Campeonato Cearense Série B em 2014.

## Títulos
| ESTADUAIS | ESTADUAIS                     | ESTADUAIS | ESTADUAIS  |
|           | Competição                    | Títulos   | Temporadas |
| --------- | ----------------------------- | --------- | ---------- |
|           | Campeonato Cearense - Série B | 1         | 2014       |
|           | Campeonato Cearense - Série C | 1         | 2005       |

## Desempenho em Competições
Campeonato Cearense - 1ª divisão
| Ano  | Posição         |
| 2013 | 10º (Rebaixado) |
| 2015 | 10º (Rebaixado) |

### Campeonato Cearense - 2ª divisão
| Ano  | Posição                       |
| 2006 | 7º                            |
| 2007 | 5º                            |
| 2008 | 7º                            |
| 2009 | 9º (Lanterna)¹                |
| 2010 | 9º                            |
| 2011 | 7º                            |
| 2012 | 2º (Vice-campeão e Promovido) |
| 2014 | 1º (Campeão e Promovido)      |

## Símbolos

### Mascote

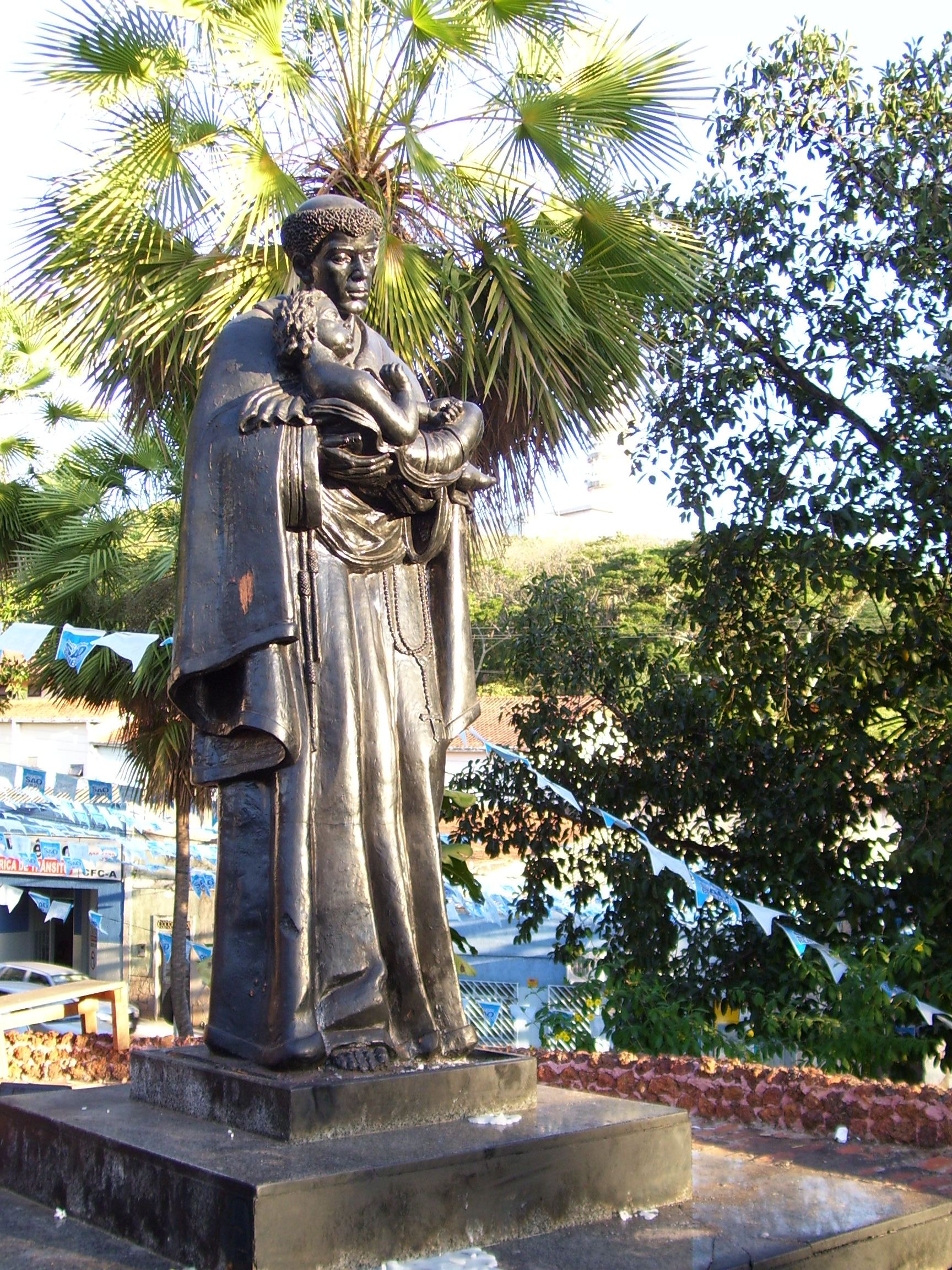
São Benedito, mascote do clube.

O mascote do São Benedito é o santo homônimo, que, além de levar o nome da cidade, é o mascote e protetor do clube.

### Uniformes
As cores do uniforme do São Benedito são o branco e o azul, e o 1º uniforme é formado por uma camisa com faixas horizontais em azul e branco, calção azul e meiões brancos.
O 2º uniforme é composto de: camisa branca com detalhes azuis, calção branco e meiões azuis.

## Estádio
O São Benedito manda seus jogos no Estadio Capitão Tarcísio de Araújo, mais conhecido por Estádio Tarcisão,  ou simplesmente C.T.A., e pertence ao Governo Municipal. O nome é uma homenagem ao Capitão Tarcísio Araújo, natural desta cidade. Atualmente o estádio tem capacidade para 5.000 pessoas. 